# Tomáš Jun
Tomáš Jun (Praag, 17 januari 1983) is een Tsjechisch voormalig voetballer die doorgaans speelde als linksbuiten. Tussen 1999 en 2019 was hij actief voor Sparta Praag, Jablonec, Trabzonspor, Beşiktaş, Sparta Praag, Teplice, Rheindorf Altach, Austria Wien, opnieuw Jablonec, SC Ritzing, SV Donaustauf en Oed/Zellern.

## Clubcarrière
Jun startte zijn carrière als profvoetballer in de jeugdopleiding van Sparta Praag. Op zestienjarige leeftijd speelde hij al zijn eerste wedstrijden. In 2001 werd hij verhuurd aan Jablonec, om meer ervaring op te kunnen doen. Tijdens de seizoenen erna werd hij steeds belangrijker voor Sparta en hij hielp de club met veertien doelpunten in het seizoen 2004/05 zelfs aan een kampioenschap. Het zijn goede prestaties kwam er buitenlandse interesse in de diensten van de flankspeler. Hij brak niet alleen door in het nationale team van Tsjechië, ook nam Trabzonspor uit Turkije hem over. Hij kostte circa drie miljoen euro en hij tekende voor vijf jaar. Door Trabzonspor werd hij ook verhuurd aan Beşiktaş en Sparta Praag.
Teplice was uiteindelijk de club die hem terughaalde naar Tsjechië. Na zes maanden op huurbasis nam de club hem direct over, nadat hij vier goals had weten te maken in een half seizoen. In de tweede helft kwam hij tot drie goals. In januari 2009 werd hij opnieuw verhuurd. Het Oostenrijkse Rheindorf Altach werd de nieuwe club van Jun. Ondanks zijn acht goals in slechts veertien duels degradeerde de club. Het jaar erna stond Austria Wien voor de deur. De Oostenrijkse topclub wilde de aanvaller huren met een optie tot koop. Tijdens de eerste twee maanden wist de Tsjech tot negen doelpunten te komen en nadat hij steeds beslissender werd, trok de club hem op 14 mei 2010 aan. Het seizoen erna had hij last van een blessure aan zijn hamstring, maar desondanks verlengde hij zijn verbintenis tot medio 2014. Aan het einde van deze verbintenis verkaste Jun naar Jablonec, wat hij na een halfjaar verliet voor SC Ritzing. In de zomer van 2017 stapte de ex-international over naar SV Donaustauf. Na een half seizoen verliet hij deze club en hierop kwam hij bij het Oostenrijkse Oed/Zellern terecht. Hier vertrok hij in de zomer van 2019. Hierop besloot Jun op zesendertigjarige leeftijd een punt te zetten achter zijn actieve loopbaan.

## Interlandcarrière
Jun debuteerde op 17 november 2004 in het Tsjechisch voetbalelftal. Op die dag werd er met 0–2 gewonnen van Macedonië door doelpunten van Vratislav Lokvenc en Jan Koller. In de tweede helft mocht de aanvaller van bondscoach Karel Brückner invallen voor Štěpán Vachoušek. Zijn eerste doelpunt scoorde hij op 9 februari 2005. Tegen Slovenië (0–3 winst) maakte de aanvaller het tweede doelpunt.
| Interlands van Tomáš Jun voor Tsjechië | Interlands van Tomáš Jun voor Tsjechië | Interlands van Tomáš Jun voor Tsjechië | Interlands van Tomáš Jun voor Tsjechië | Interlands van Tomáš Jun voor Tsjechië | Interlands van Tomáš Jun voor Tsjechië | Interlands van Tomáš Jun voor Tsjechië |
| №                                      | Datum                                  | Wedstrijd                              | Uitslag                                | Competitie                             | Goals                                  |                                        |
| Als speler bij Sparta Praag            | Als speler bij Sparta Praag            | Als speler bij Sparta Praag            | Als speler bij Sparta Praag            | Als speler bij Sparta Praag            | Als speler bij Sparta Praag            | Als speler bij Sparta Praag            |
| -------------------------------------- | -------------------------------------- | -------------------------------------- | -------------------------------------- | -------------------------------------- | -------------------------------------- | -------------------------------------- |
| 1                                      | 17 november 2004                       | Macedonië – Tsjechië                   | 0 – 2                                  | WK 2006 kwalificatie                   |                                        |                                        |
| 2                                      | 9 februari 2005                        | Slovenië – Tsjechië                    | 0 – 3                                  | Vriendschappelijk                      | 47'                                    |                                        |
| 3                                      | 26 maart 2005                          | Tsjechië – Finland                     | 4 – 3                                  | WK 2006 kwalificatie                   |                                        |                                        |
| 4                                      | 30 maart 2005                          | Andorra – Tsjechië                     | 0 – 4                                  | WK 2006 kwalificatie                   |                                        |                                        |
| 5                                      | 4 juni 2005                            | Tsjechië – Andorra                     | 8 – 1                                  | WK 2006 kwalificatie                   |                                        |                                        |
| Als speler bij Trabzonspor             |                                        |                                        |                                        |                                        |                                        |                                        |
| 6                                      | 17 augustus 2005                       | Zweden – Tsjechië                      | 2 – 1                                  | Vriendschappelijk                      |                                        |                                        |
| 7                                      | 2 september 2005                       | Roemenië – Tsjechië                    | 2 – 0                                  | WK 2006 kwalificatie                   |                                        |                                        |
| 8                                      | 7 september 2005                       | Tsjechië – Armenië                     | 4 – 1                                  | WK 2006 kwalificatie                   |                                        |                                        |
| 9                                      | 12 oktober 2005                        | Finland – Tsjechië                     | 0 – 3                                  | WK 2006 kwalificatie                   | 6'                                     |                                        |
| Als speler bij Beşiktaş                |                                        |                                        |                                        |                                        |                                        |                                        |
| 10                                     | 1 maart 2006                           | Turkije – Tsjechië                     | 2 – 2                                  | Vriendschappelijk                      |                                        |                                        |

## Erelijst
| Competitie                        |              |                                             |              |              |
| Competitie                        | Aantal       | Jaren                                       |              |              |
| Sparta Praag                      | Sparta Praag | Sparta Praag                                | Sparta Praag | Sparta Praag |
| --------------------------------- | ------------ | ------------------------------------------- | ------------ | ------------ |
| 1. česká fotbalová liga           | 5            | 1999/00, 2000/01, 2002/03, 2004/05, 2006/07 |              |              |
| Austria Wien                      |              |                                             |              |              |
| Bundesliga                        | 1            | 2012/13                                     |              |              |
| Tsjechië –21                      |              |                                             |              |              |
| EK –21                            | 1            | 2002                                        |              |              |
| Individueel                       |              |                                             |              |              |
| Topscorer 1. česká fotbalová liga | 1            | 2004/05                                     |              |              |